# Refuge du Col de Balme
Ne doit pas être confondu avec Refuge de la Balme.
Le refuge du Col de Balme est un refuge de montagne de Suisse situé dans le canton du Valais, sur la commune de Trient, dans le massif du Mont-Blanc, au col de Balme, jouxtant la frontière française. Il se situe sur le sentier de grande randonnée Tour du Mont-Blanc.